# 159e division d'infanterie Veneto
La 159e Division d'infanterie Veneto (en italien : 159ª Divisione fanteria "Veneto") était une division d'infanterie de l'armée italienne pendant la Seconde Guerre mondiale. La Division Veneto était une division d'infanterie formée en mars 1942. Elle a été démantelée par les Alliés après la capitulation italienne en septembre 1943.

## Ordre de bataille
- 225e régiment d'infanterie '
- 226e régiment d'infanterie
- 156e bataillon armée
- 159e régiment d'artillerie
- 1 section de carabiniers